# Sông Jachen
Jachen là một con sông tại Bayern, Đức.

Sông Jachen chảy từ hồ Walchensee ở làng Niedernach, tuy nhiên bị ngăn lại từ năm 1924 bởi một đập nước khi nhà máy thủy điện Walchensee được xây.

Cho tới thập niên 1950 sông Jachen được dùng để trôi gỗ được chặt chung quanh hồ Walchensee cũng như tại làng Jachenau. Sau khi sông bị ngăn lại tại Niedernach, chính quyền Bayern thỏa thuận, mỗi năm giữa mùa xuân và ngày 15 tháng 8, trong 60 ngày liên tiếp cấp đủ nước để gỗ có thể trôi xuống. Tuy nhiên quyền này không còn được ứng dụng nữa, vì ngày nay gỗ chặt được chuyển đi bằng xe vận tải.

Sông Jachen được nhiều rạch chung quanh 2 bên của thung lũng Jachen chạy vào, và nó lại chảy vào sông Isar tại Fleck và Langeneck gần thành phố Lenggries.

## Einzelnachweise
1. ↑  Vereinbarung zwischen dem Bayerischen Staat und der Gemeinde Jachenau vom 9. April 1925